# Aphrophora aurata
Aphrophora aurata är en insektsart som beskrevs av Capanni 1894. Aphrophora aurata ingår i släktet Aphrophora och familjen spottstritar. Inga underarter finns listade i Catalogue of Life.